# Dirck van Baburen

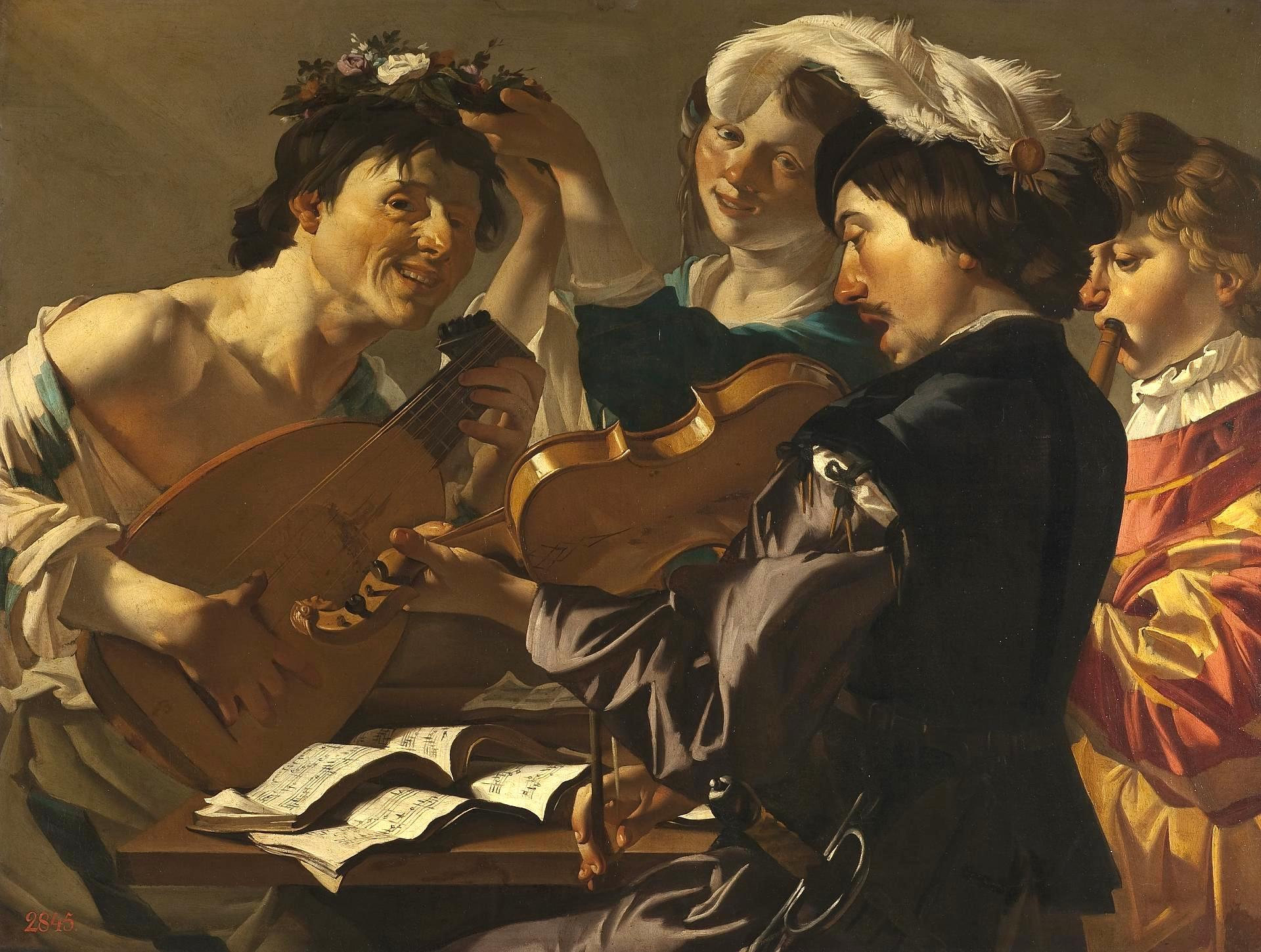
Die Musikanten, 1621–1623, Eremitage Sankt Petersburg

Dirck Jaspersz van Baburen (* 1595 in Utrecht (Niederlande); † 21. Februar 1624 ebenfalls in Utrecht) war ein niederländischer Maler religiöser Motive, Historienstücken und Genre-Szenen. Er zählte zu den Anhängern Caravaggios und wird als einer der Utrechter Caravaggisten bezeichnet.

## Leben
Sein Vater, Jasper van Baburen, war ein Bediensteter der Vicomtesse von Utrecht, Baronin Geertruyd van Bronckhorst van Batenburg. Es ist daher anzunehmen, dass Dirck van Baburen eine überdurchschnittliche Ausbildung erhielt. Nach dem Studium der Malerei in Utrecht (zusammen mit Paulus Moreelse, einem Porträt- und Geschichtsmaler) reiste er 1612 nach Rom, wo sein Stil stark unter den Einfluss der Arbeit des italienischen Malers Caravaggio geriet, dessen dramatisierende Schattierungen von Licht und Dunkel er besonders faszinierend fand.
Seine wichtigste in Italien entstandene Arbeit ist das Altarbild Die Grablegung Christi in der Cappella della Pietà in der Kirche von San Pietro in Montorio in Rom (1615–1620). Er führte diesen Auftrag zusammen mit seinem Freund und Kollegen David de Haen aus.
1620 nach Utrecht zurückgekehrt, teilte Baburen sein Atelier mit Hendrick ter Brugghen (1622–1623). Obwohl er bereits 1624 starb, begründete er zusammen mit Honthorst und ter Brugghen den Ruf Utrechts als einer Hochburg des Caravaggio-Stils. Die Künstler von Utrecht übernahmen Caravaggios Hell-Dunkel-Schattierungen und dessen Realismus. Wie Caravaggio, der oft gewöhnliche Handarbeiter malte, bevorzugten sie Modelle mit verwitterten Gesichtern und porträtierten sie oft größer, als sie waren.

## Bedeutung
Baburen schätzte besonders Genre-Szenen (Themen des alltäglichen Lebens), wie seine bekannteste Arbeit, Die Kupplerin (1622; heute im Museum of Fine Arts, Boston), belegt. Dieses Bild wird als Vorlage zweier Gemälde Vermeers gesehen, dessen Schwiegermutter es anscheinend besaß.

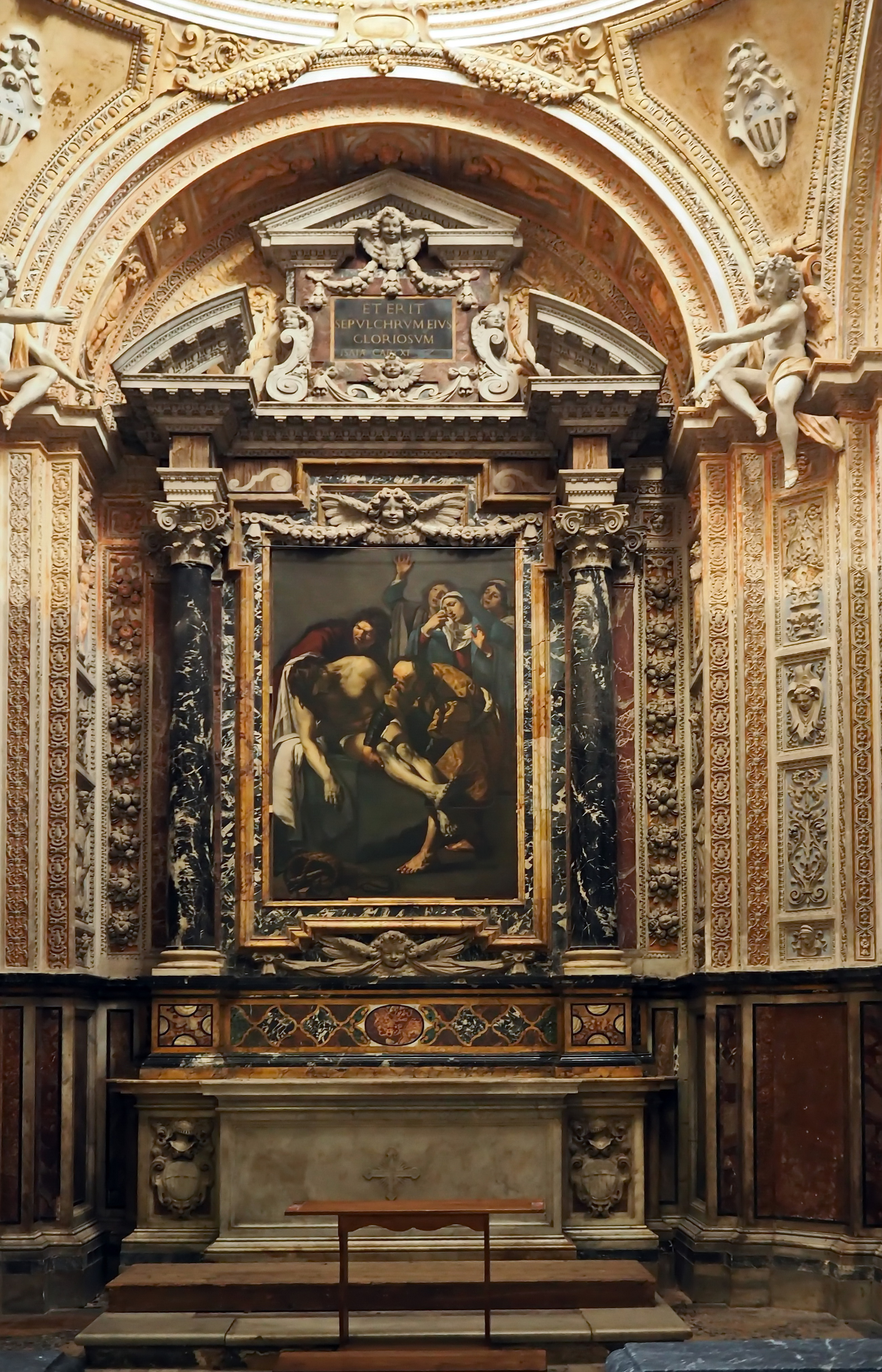
Grablegung Christi (Rom)
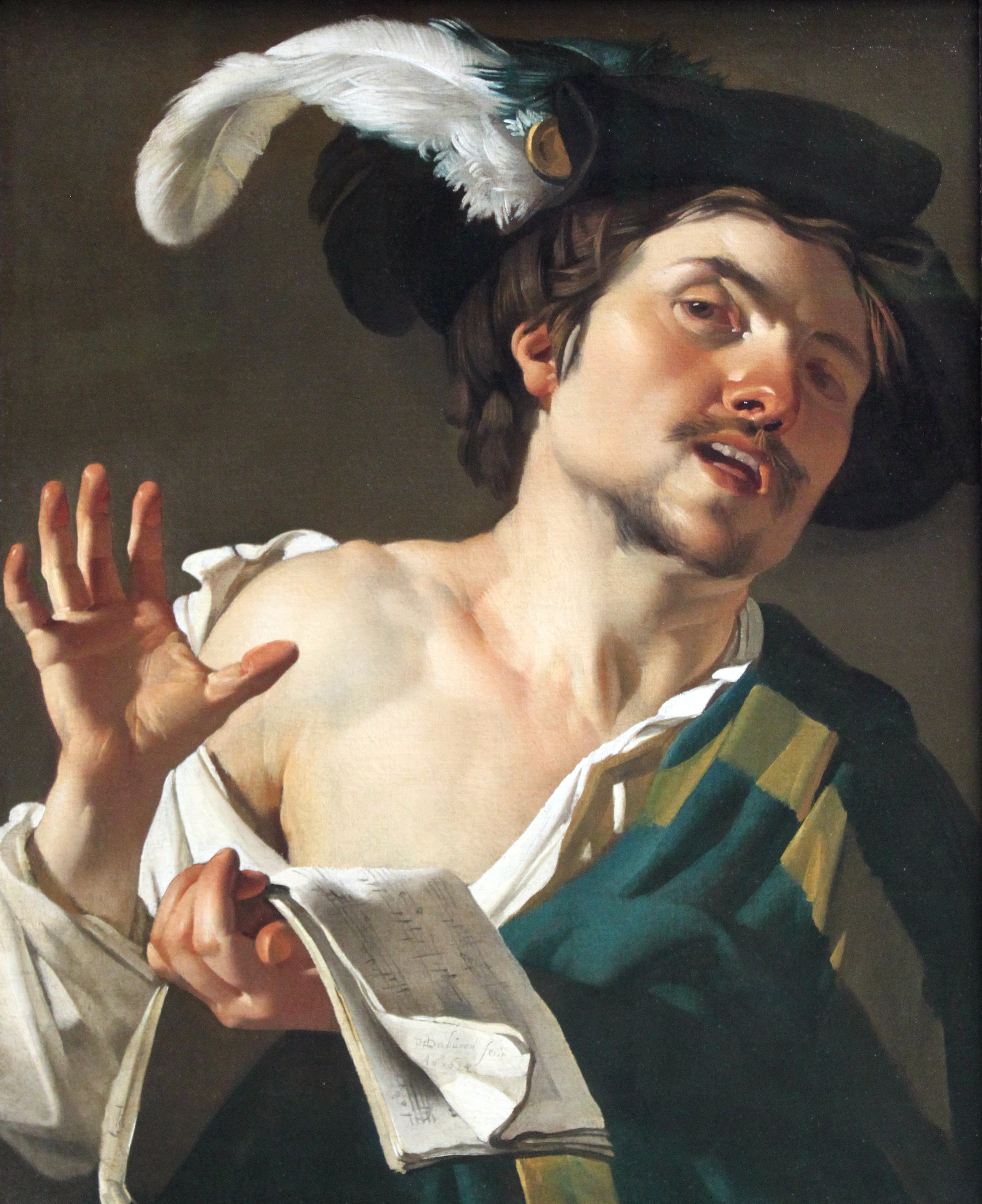
Singender junger Mann, 1622, Städelsches Kunstinstitut
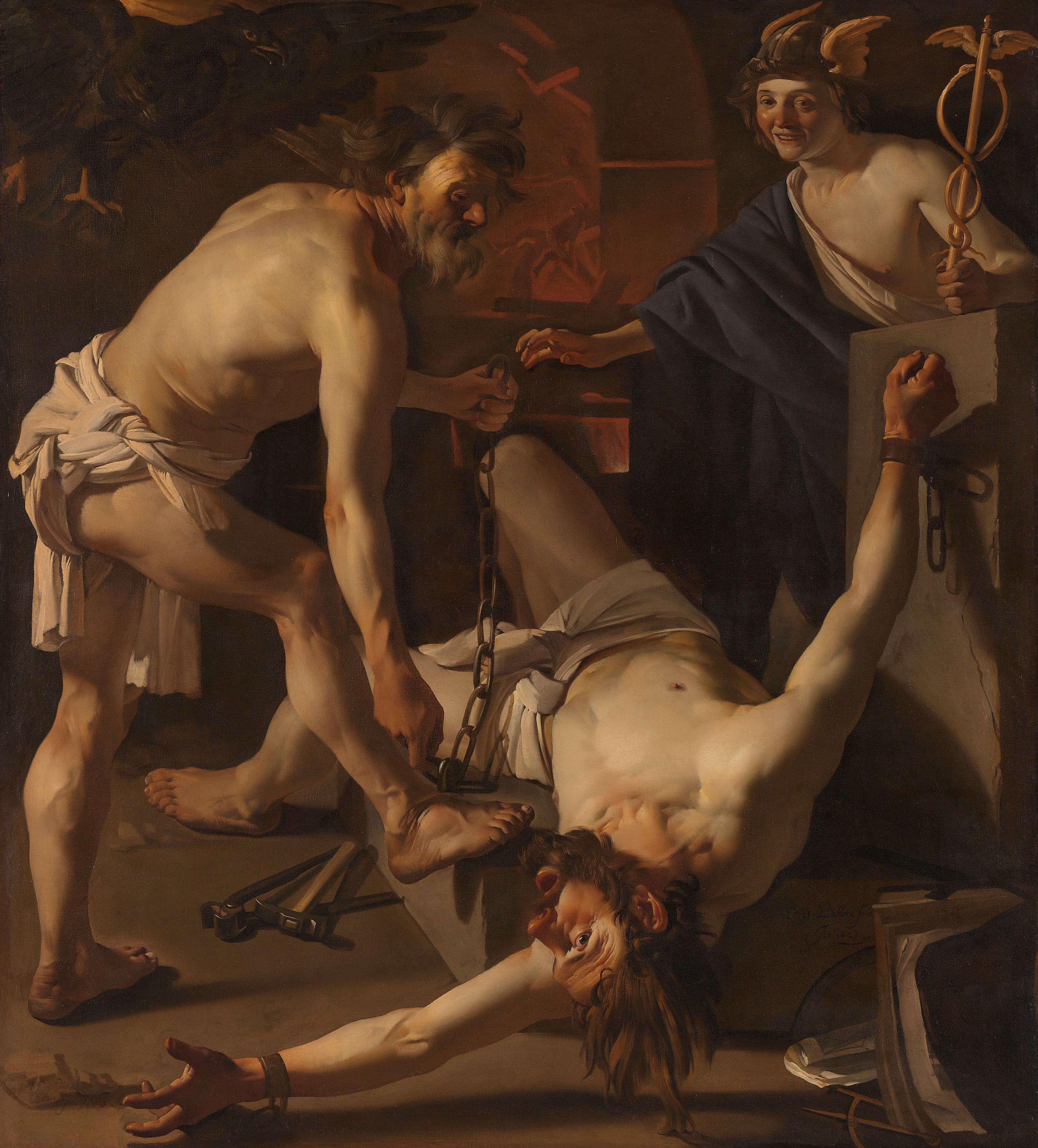
Prometheus wird von Vulkan angekettet, 1623
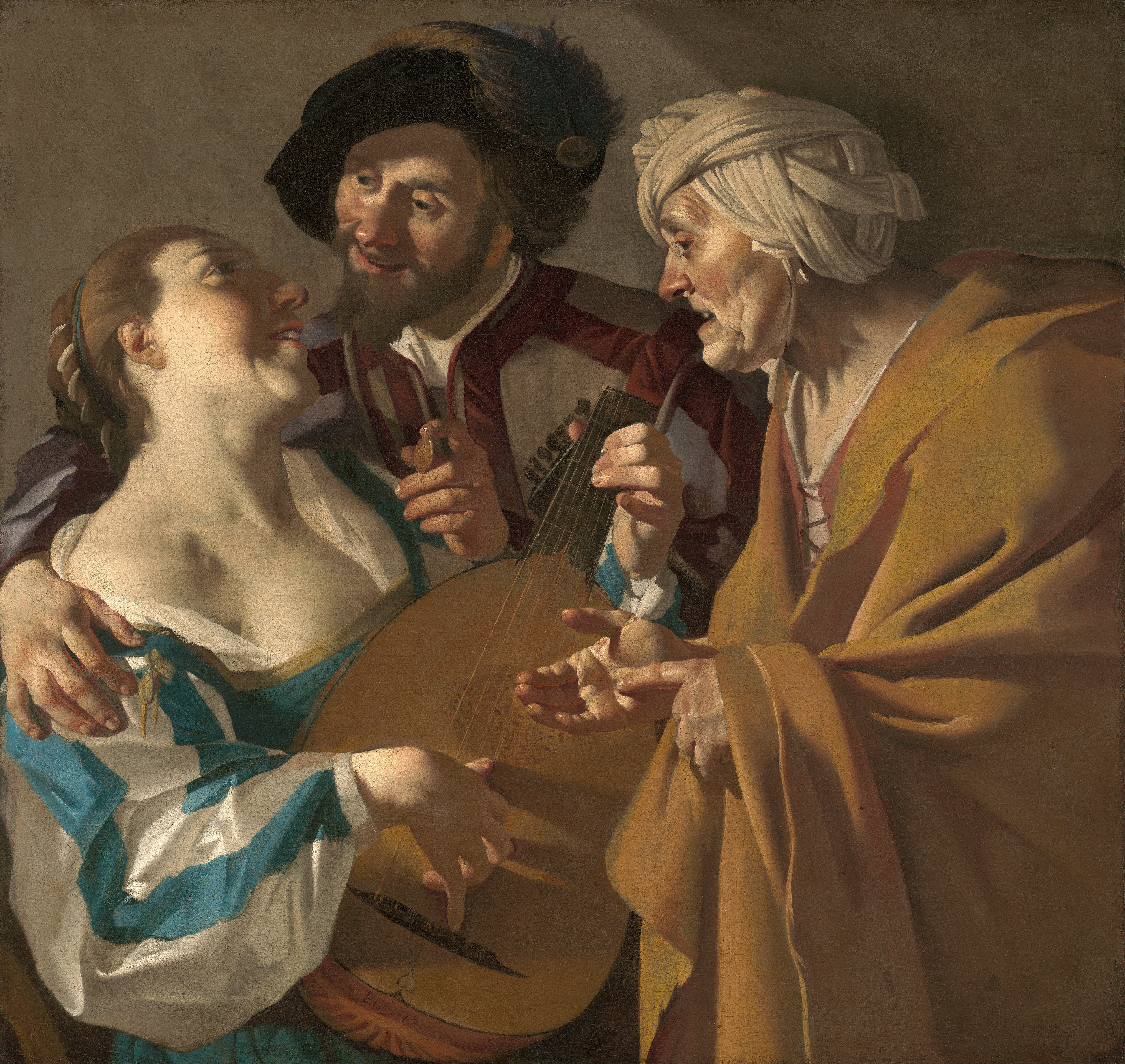
Die Kupplerin (1622)
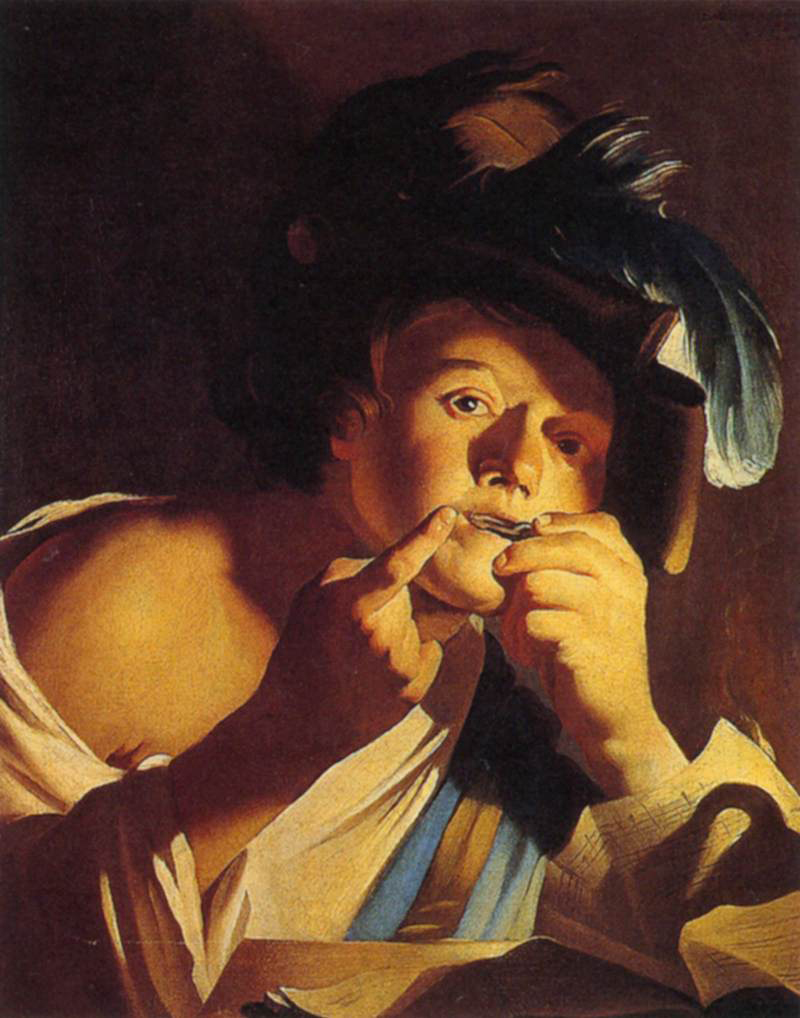
Junger Knabe spielt die Maultrommel (1621)
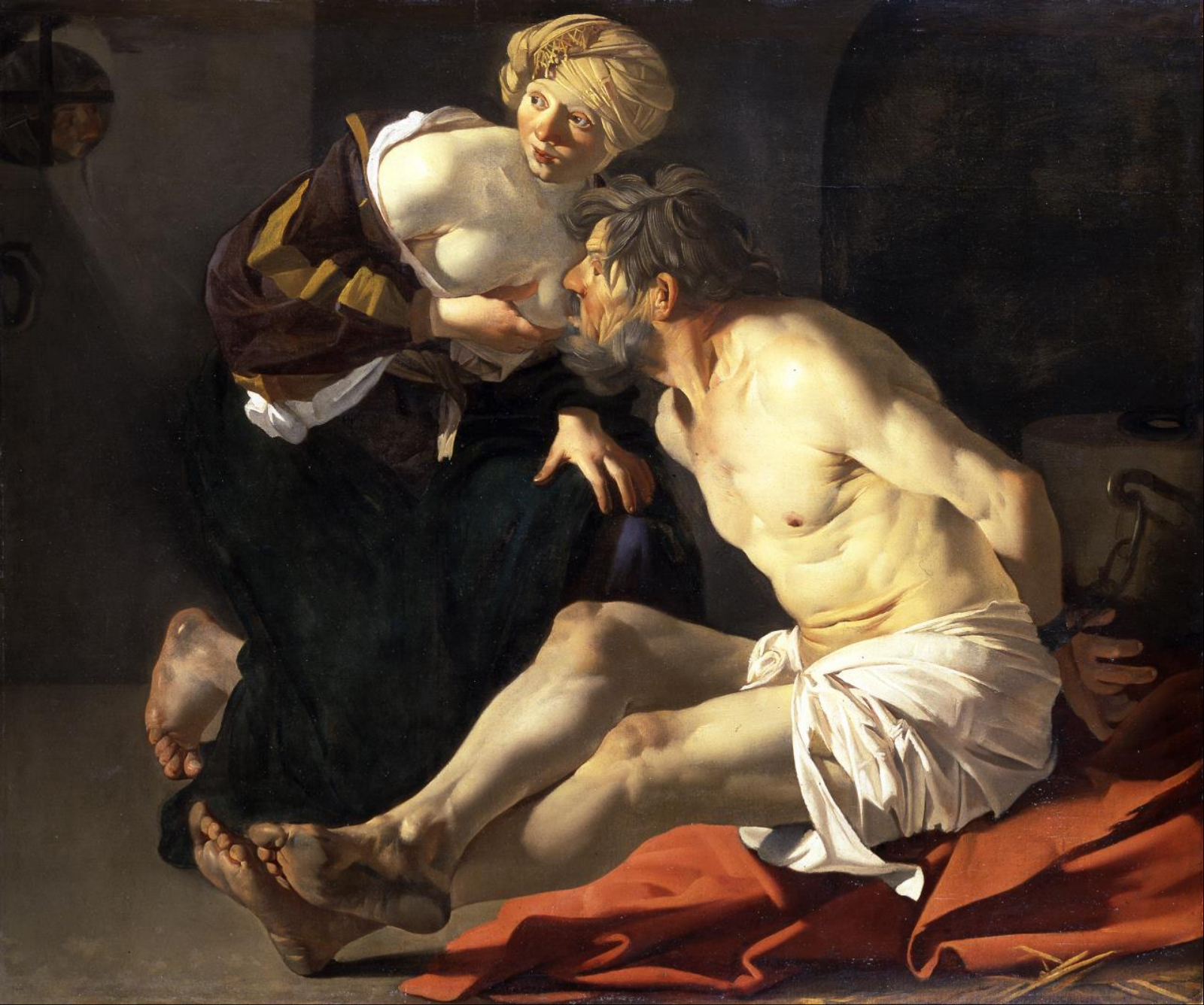
Cimon und Pero (1618–1624)
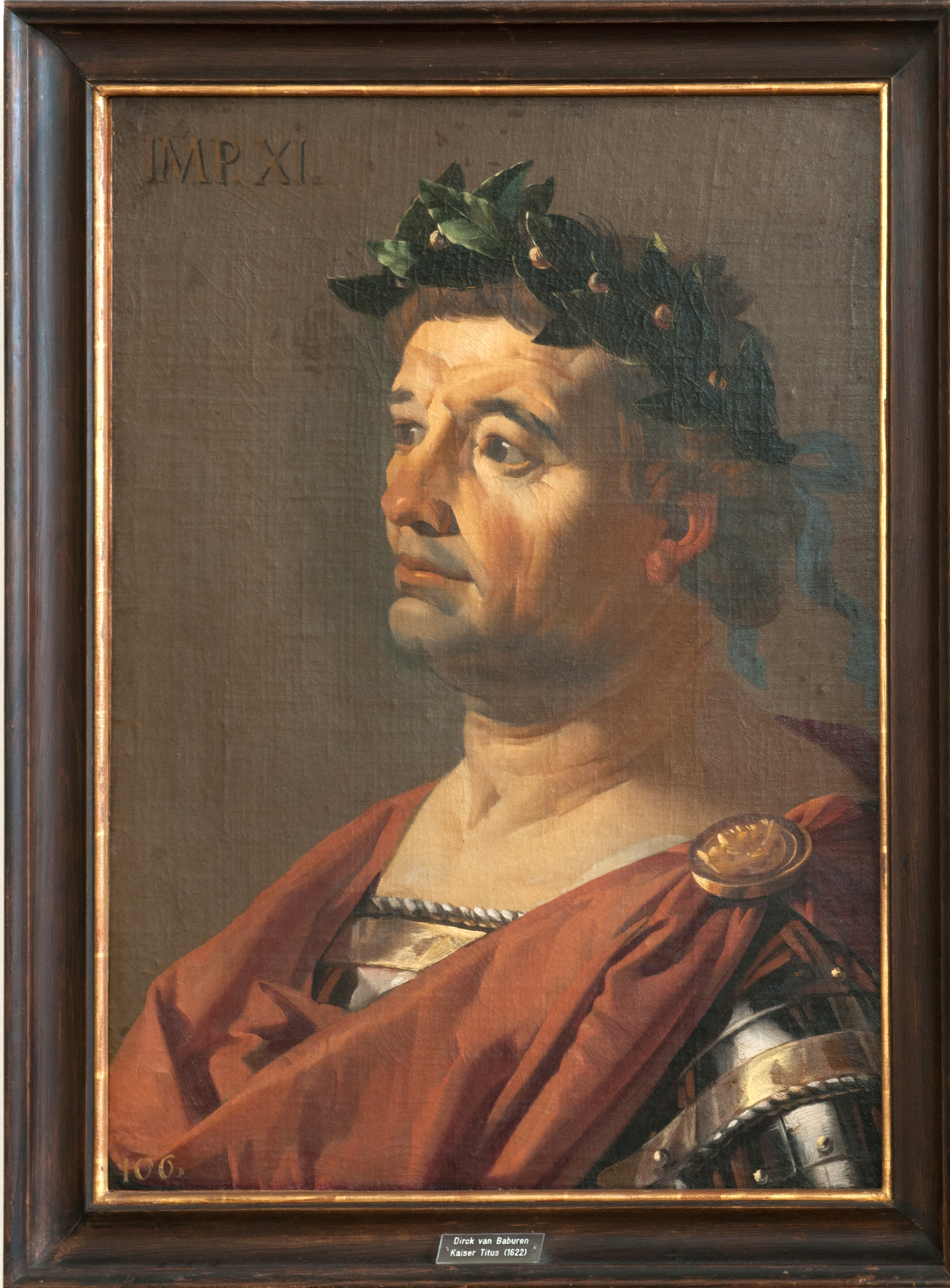
Kaiser Titus (1622)
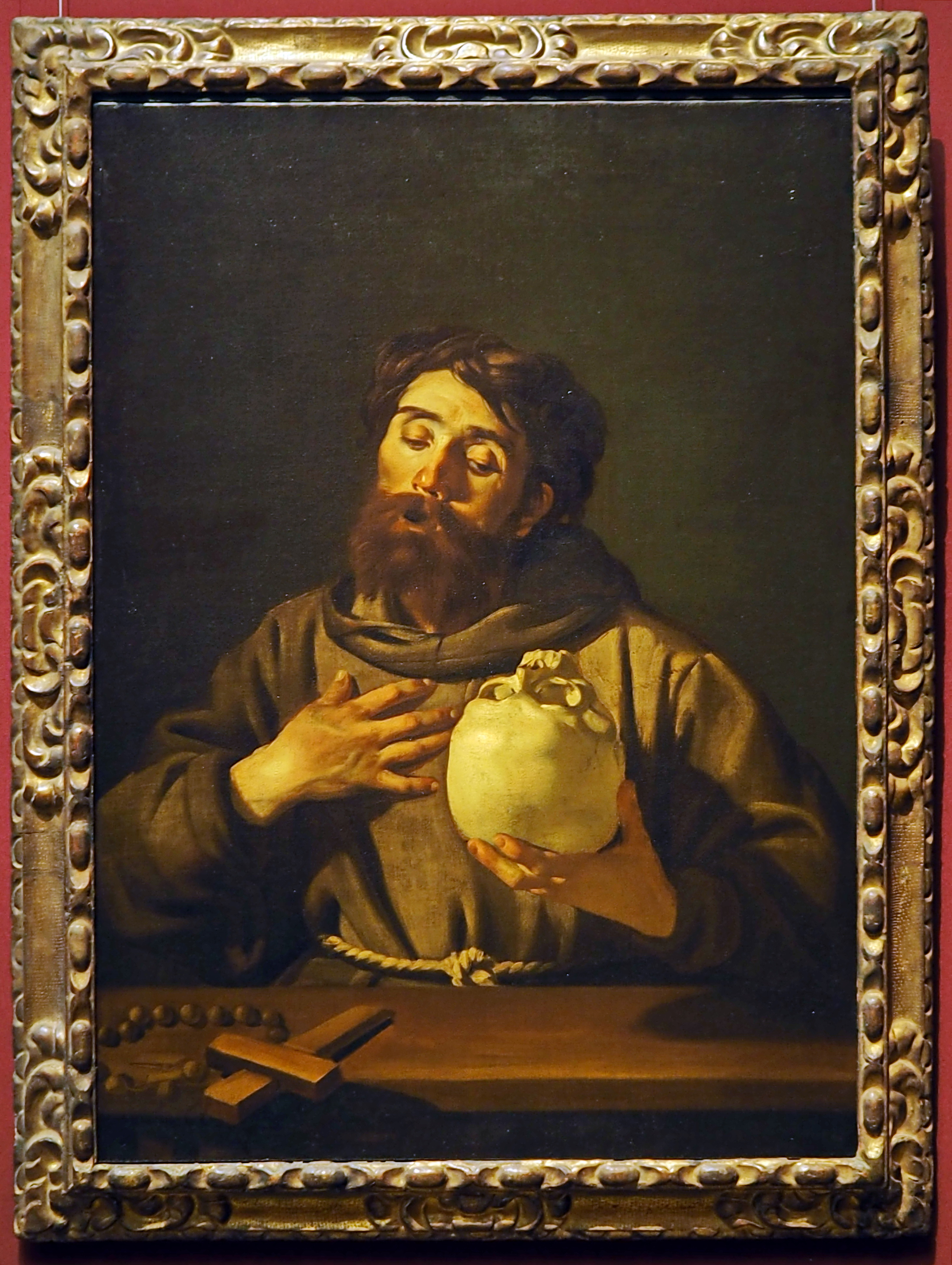
Der Heilige Franziskus in Meditation; Kunsthistorisches Museum (Wien)
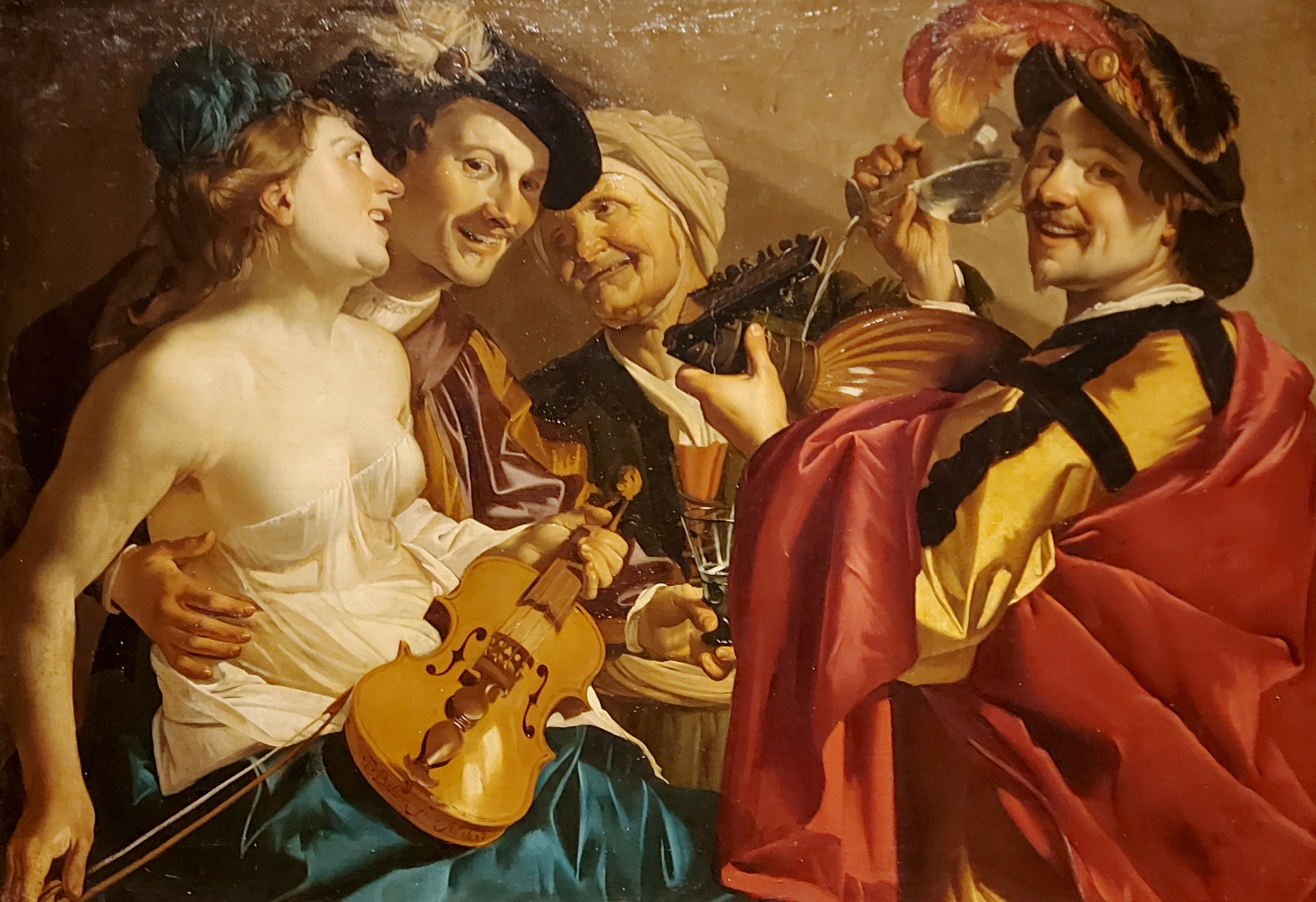
Fröhliche Gesellschaft (1623) Gemäldegalerie Alte Meister Dresden

Eine gewisse Rustikalität der Präsentation sowie unregelmäßige Komposition statt atmosphärischer Qualität unterscheidet die Kunst Baburens von der seiner bekannteren Zeitgenossen. Selbst in seinen mythologischen und religiösen Motiven dienten Alltagswahrnehmungen als Vorbilder, wie man dem Prometheus-Gemälde entnehmen kann – Baburen verlagert die Szene in eine Schmiede seiner Zeit.